# Gemma Fay
Gemma Fay (Perth, 9 dicembre 1981) è un'ex calciatrice scozzese, di ruolo portiere.

## Biografia
Nel 2013 partecipa come attrice allo show di Sky Living Rubenesque, interpretando Shona, un arbitro di calcio.

## Carriera

### Club
Nata a Perth, in Scozia, inizia a giocare a calcio nelle giovanili del St. Johnstone, passando in seguito all'Aberdeen e all'Ayr United, dove rimane fino al 2002 e debutta in Women's Cup, nell'edizione 2001-2002, la prima, giocando nel pareggio per 3-3 in Croazia del 2 novembre 2001 contro l'Osijek nel girone. Nella stagione 2002-2003 gioca in Inghilterra, nel Brighton & Hove. Dal 2003 al 2005 milita nell'Hibernian, laureandosi campionessa di Scozia nel 2004 e vincendo una Scottish Women's Premier League Cup nel 2005 Dopo due anni ancora in Inghilterra con il Leeds, nel 2007 ritorna all'Hibernian, vincendo un'altra Scottish Women's Premier League Cup nel 2008 e due Scottish Women's Cup (2007 e 2008). Nel 2009 firma con il Celtic, dove rimarrà sette stagioni, fino al 2016, conquistando la Scottish Women's Premier League Cup nel 2010.
A gennaio 2016 passa al Glasgow City, dominatore della Scottish Women's Premier League, che vince per la seconda volta nel 2016.
Nell'aprile 2017 si trasferisce per la prima volta fuori dal Regno Unito, andando a giocare in Islanda, allo Stjarnan. Esordisce il 12 aprile, giocando titolare nel successo esterno per 5-1 contro l'Haukar in Úrvalsdeild kvenna.

### Nazionale

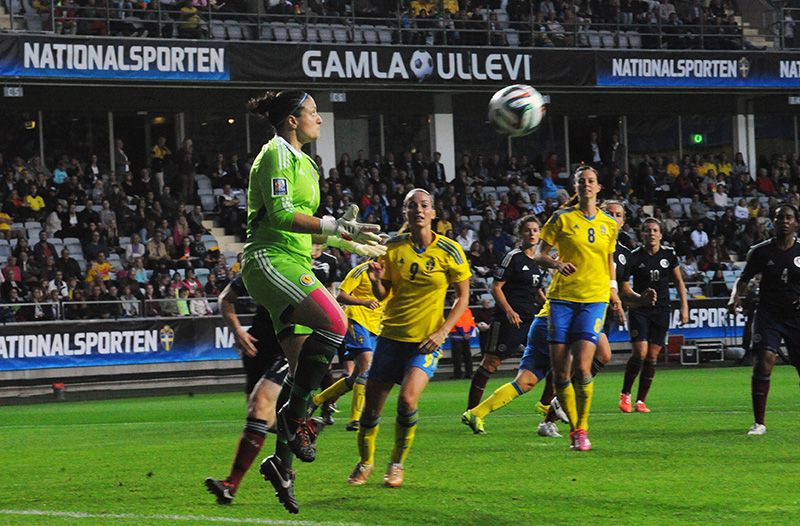
Fay nel 2014 con la nazionale scozzese contro la

Debutta in nazionale nel maggio 1998, a 16 anni, pareggiando 1-1 contro la Repubblica Ceca nelle qualificazioni al Mondiale 1999.
Nel 2009 acquisisce la fascia di capitano da Julie Fleeting e l'8 aprile, nella sconfitta per 4-1 in casa a Kilmarnock in un'amichevole contro l'Italia arriva a 100 presenze con le scozzesi.
Il 26 maggio 2012 nella sconfitta con la Svezia diventa la più presente di sempre con la nazionale scozzese, con 142 apparizioni, superando Pauline Hamill.
Nel 2017 viene convocata per l'Europeo nei Paesi Bassi, prima partecipazione di sempre delle scozzesi. Nell'ultima amichevole prima del torneo, vinta 1-0 con l'Irlanda, raggiunge le 200 gare con la Scozia.  Chiude la competizione continentale venendo eliminata nel girone con 3 punti, ottenuti vincendo l'ultima gara, 2-1 con la Spagna, dopo le sconfitte con Inghilterra per 6-0 e Portogallo per 2-1. Fay gioca tutte e tre le gare. Con le tre gare degli Europei arriva a 203 presenze in nazionale, diventando il portiere con più caps internazionali di sempre, superando le 202 della statunitense Hope Solo, non più utilizzata dagli Stati Uniti dopo Rio 2016.
Dopo gli Europei, ad agosto 2017, annuncia il ritiro dalla nazionale scozzese, concludendo l'esperienza dopo 19 anni e 203 presenze totali, che la rendono la più presente di sempre con la Scozia.

## Palmarès

### Club

#### Competizioni nazionali
- Campionato scozzese: 2

Hibernian: 2003-2004
Glasgow City: 2016
- Scottish Women's Premier League Cup: 3

Hibernian: 2004-2005, 2007-2008
Celtic: 2010
- Scottish Women's Cup: 2

Hibernian: 2007, 2008